# 粗梗胡椒
粗梗胡椒（学名：Piper macropodum）为胡椒科胡椒属的植物。分布在中国大陆的云南等地，生长于海拔800米至2,000米的地区，多生于疏林以及密林湿润地。